# 오키타나와테 전투
오키타나와테 전투(일본어: 沖田畷の戦い)는 일본 센고쿠 시대에 히젠국 시마바라반도(島原半島, 현 나가사키현)에서 일어난 전투로 규슈의 센고쿠 다이묘인 류조지 다카노부와 아리마 하루노부·시마즈 이에히사 연합군 간의 전투이다.
나와테(畷)라는 말은 습지대에 난 작은 길을 의미한다.

## 경위
류조지씨는 쇼니씨(少弐氏)의 수하에서 하극상으로 센고쿠 다이묘가 되어 다카노부의 대에는 사가(佐賀)를 본거지로 히젠을 비롯하여 히고 절반, 지쿠젠, 지쿠고. 부젠 일부(현 나가사키현, 사가현. 구마모토현 북부, 후쿠오카현)를 장악하고 있었다. 당시 규슈에서는 류조지 가문, 분고의 오토모 가문, 사쓰마의 시마즈 가문의 3대 세력이 정립하고 있었으나, 그 중 류조지 가문과 시마즈 가문은 히고를 둘러싸고 대립하고 있었다. 다카노부에게 종속되어 있던 히노에성(日野江城)의 고쿠진 영주인 아리마 하루노부가 시마즈 요시히사와 내통하여 거병하자 류조지 군은 하루노부를 공격하여, 하루노부에게 구원 요청을 받은 요시히사는 히고 야쓰시로(八代)에 진출하고, 동생 시마즈 이에히사를 총대장으로 삼아 군세를 파견하였다.

## 전투
다카노부는 대군(사서에 따라 1만 8천에서 6만까지 여러 설이 있다)을 이끌고 해로로 원정하여, 시마바라반도 북부에 상륙하여 총합 8천 여의 아리마·시마즈 연합군과 시마바라성 부근의 오키타나와테에서 대치하였다. 전투는 당초 수적으로 우세한 류조지 군이 유리할 것으로 생각되었다. 그러나 류조지 군은 개전 직전에 급히 진형을 변경하는 등 다소 혼란을 일으키고 있었다. 한편 전력에서 열세인 아리마·시마즈 연합군은 궁병 부대, 철포 부대 등 원거리 무기를 중심으로 도발하면서 서서히 후퇴하고, 이를 류조지 군이 쫓는 상황이 되었다. 압도적으로 유리한 것을 믿고 공격을 서두른 류조지 군은 점차 좁은 지역으로 밀려들어갔고, 그것을 깨달았을 때에는 이미 시마즈 군 특유의 전법인 쓰리노부세(釣り野伏せ)의 덫에 걸려 있었다. 퇴로도 차단당하고 복병이 사방에서 활과 철포로 공격하여 류조지 군은 혼란에 빠지자, 이때를 놓치지 않고 단숨에 연합군이 총공격을 감행하였다. 혼전 중에 류조지 군은 완전히 붕괴하여, 류조지 야스후사(龍造寺康房)・오가와 노부토시(小河信俊), 류조지 사천왕인 에리구치 노부쓰네(江里口信常)・나리마쓰 노부카쓰(成松信勝)・햐쿠타케 도모카네(百武賢兼)・엔조지 노부타네(円城寺信胤)・기노시타 마사나오(木下昌直), 하타모토인 이시이 일족(石井党) 등이 전사하고 말았다. 류조지 사천왕에 대해서는 다카노부의 전사를 전해 들은 뒤, 사천왕 각자가 적진에 돌격하여 죽었다는 설도 있다.
류조지 군의 혼란은 걷잡을 수 없게 커져 처음에 아군 내부의 다툼이라고 생각했던 총대장 류조지 다카노부도 그것이 적의 습격이라는 것을 알고 난 뒤에는 전사할 각오를 굳혔다. 다카노부가 전사하자 류조지 군은 본거지인 사가성을 향하여 패주하였다. 선진의 에가미 이에타네(江上家種)는 수하의 시교 다네카네(執行種兼)등을 잃으며 간신히 전장을 이탈하였다. 류조지 본대의 측면에 시마즈 군의 사루와타리 노부미쓰(猿渡信光)의 부대와 싸우고 있던 나베시마 나오시게(鍋島直茂)는 유리한 형세였으나 류조지 군 총퇴각에 말려들어 겨우 몇 명만이 남아 절체절명의 위기에 빠졌으나 대담하게도 아리마의 수병을 위협하여 해로로 지쿠젠 야나가와(柳川)로 퇴각하였다.
이 패전으로 류조지 가문의 세력은 크게 쇠퇴하고, 그 뒤 규슈에서는 시마즈 가문이 급속히 판도를 넓히게 되었다.